# Savremena filozofija
Savremena filozofija predstavlja sadašnje razdoblje u istoriji zapadne filozofije koje je počelo od ranog 20. veka s povećanom profesionalizacijom discipline i usponom analitičke i kontinentalne filozofije.
Fraza „savremena filozofija” je deo tehničke terminologije u filozofiji koji se odnosi na specifični period u istoriji Zapadne filozofije (naime filozofije 20. i 21. veka). Međutim, fraza se često meša sa modernom filozofijom (koja se odnosi na raniji period zapadne filozofije), postmodernom filozofijom (koja se odnosi na kritisizme kontinentalnih filozofa u pogledu moderne filozofije) i sa netehničkom upotrebom fraze koja se odnosi na bilo koje nedavno filozofsko delo.

## Profesionalizacija

### Proces
Profesionalizacija  je društveni proces putem koga svaki zanat ili okupacija uspostavlja grupu normi ophođenja, prihvatljivih kvalifikacija za članstvo u struci, profesionalno telo ili udruženje za nadgledanje ponašanja članova profesije, i izvesni stepen razgraničenja kvalifikovanih osoba od nekvalifikovanih amatera. Transformacija u profesiju donosi mnogo suptilnih promena u polju ispitivanja, a jedna lako prepoznatljiva komponenta profesionalizacije je sve veća irelevantnost „knjige” za polje: „istraživačke zajednice će početi da se menjaju na načine [... ] čiji su moderni krajnji proizvodi očigledni svima i opresivni za mnoge. Više se neće istraživanja [članova] ugrađivati u knjige adresirane [...] svima koji bi mogli biti zainteresovani za predmetni delokrug polja. Umesto toga, ona će se obično pojavljivati kao kratki članci upućeni samo profesionalnim kolegama, ljudima čije se znanje o zajedničkoj paradigmi može pretpostaviti i koji su jedini koji mogu da prate s razumevanjem radove upućene njima.” Filozofija je prošla kroz ovaj proces pri kraju 19. veka, i to je jedna od ključnih prepoznatljivih odlika savremene filozofske ere u zapadnoj filozofiji.
Nemačka je bila prva zemlja koja je profesionalizovala filozofiju. Krajem 1817. godine, Hegel je bio prvi filozof koga je država imenovala profesorom, odnosno pruskim ministrom prosvete, što je posledica Napoleonske reforme u Prusiji. U Sjedinjenim Državama profesionalizacija je proizašla iz reformi američkog sistema visokog obrazovanja u velikoj meri zasnovanih na nemačkom modelu. Džejms Kambel opisuje profesionalizaciju filozofije u Americi na sledeći način:
Lista specifičnih promena (tokom profesionalizacije filozofije krajem 19. veka) je prilično kratka, ali rezultirajući pomak je gotovo totalan. [...] Profesor [filozofije] više nije mogao da deluje kao branitelj vere ili iznositelj istine. Novi filozof je morao biti vođa istraživanja i objavljivač rezultata. Taj je pomak postao očigledniji kada su sertifikovani (često nemački sertifikovani) doktori filozofije (Ph.D.) zamenili diplomce teologije i sveštenike u učionicama filozofije. Period između vremena kada gotovo niko nije imao doktorat, do kada su gotovo svi imali to zvanje bio je vrlo kratak. [...] Doktorat je, osim toga, bio više od dozvole za predavanje: to je bila potvrda da je potencijalni instruktor filozofije bio dobar, iako usko, obučen i spreman da se bavi samostalnim radom u sada već specijalizovanoj i ograničenoj oblasti akademske filozofije. Ovi novi filozofi funkcionirali su u nezavisnim departmanima filozofije [...] Oni su ostvarili stvarne napretke u svojim istraživanjima, stvarajući telo filozofskog rada koje i dalje ostaje centralno u našem istraživanju. Ovi novi filozofi takođe su postavili sopstvene standarde za uspeh, objavljujući u priznatim organima filozofije koji su se tada osnivani: The Monist (1890), The International Journal of Ethics (1890), The Philosophical Review (1892), i The Journal of Philosophy, Psychology, and Scientific Methods (1904). I, naravno, ti filozofi su se udružili u društva - Američko psihološko udruženje (1892), Zapadno filozofsko udruženje (1900) i Američko filozofsko udruženje (1900) - da bi učvrstili svoje akademske pozicije i unapredili svoj filozofski rad.

### Profesionalna filozofija danas
Nedugo nakon njihovog formiranja, Zapadno filozofsko udruženje i delovi Američkog psihološkog udruženja spojili su se sa Američkim filozofskim udruženjem da bi stvorili ono što je danas glavna profesionalna organizacija za filozofe u Sjedinjenim Državama: Američko filozofsko udruženje. Udruženje ima tri odeljenja: Pacifik, Centralno i Istočno. Svaka divizija organizuje veliku godišnju konferenciju. Najveća od njih je sastanak Istočne divizije, koji obično privlači oko 2.000 filozofa i održava se u drugom gradu na istočnoj obali svakog decembra. Sastanak Istočne divizije je takođe najveći događaj za zapošljavanje u SAD za filozofske poslove, sa brojnim univerzitetima koji šalju timove da intervjuišu kandidate za akademska mesta. Pored mnogih drugih zadataka, udruženje je odgovorno za dodelu mnogih najviših priznanja profesije. Na primer, predsedništvo odeljenja Američkog filozofskog udruženja smatra se profesionalnom čašću, a nagrada za knjigu Američkog filozofskog udruženja je jedna od najstarijih nagrada u filozofiji. Najveća akademska organizacija posvećena specifičnom unapređenju proučavanja kontinentalne filozofije je Društvo za fenomenologiju i egzistencijalnu filozofiju.
U pogledu današnjih stručnih časopisa, jedna anketa profesionalnih filozofa iz 2018. tražila je od njih da rangiraju najkvalitetnije „opšte“ filozofske časopise na engleskom jeziku, dajući sledećih 20 najboljih:
| 1. Philosophical Review                   | 6. Australasian Journal of Philosophy | 11. Synthese                         | 16. Proceedings of the Aristotelian Society           |  |
| 2. Mind                                   | 7. Philosophers' Imprint              | 12. Canadian Journal of Philosophy   | 17. The Monist                                        |  |
| 3. Nous                                   | 8. Philosophical Studies              | 13. Erkenntnis                       | 18. European Journal of Philosophy                    |  |
| 4. Journal of Philosophy                  | 9. Philosophical Quarterly            | 14. American Philosophical Quarterly | 19. Journal of the American Philosophical Association |  |
| 5. Philosophy & Phenomenological Research | 10. Analysis                          | 15. Pacific Philosophical Quarterly  | 20. Thought                                           |  |
U domenu kontinentalne filozofije, jedna anketa iz 2012. godine koja je obuhvatila uglavnom profesionalne filozofe tražila je od njih da rangiraju najkvalitetnije filozofske časopise „kontinentalne tradicije“ na engleskom. Šest najbolje rangiranih prema ishodu te ankete su dati u sledećoj tabeli:
| 1. European Journal of Philosophy         | 4. Inquiry                                       |
| 2. Philosophy & Phenomenological Research | 5. Archiv für Geschichte der Philosophie         |
| 3. Journal of the History of Philosophy   | 6. British Journal for the History of Philosophy |
Dokumentacioni centar za filozofiju objavljuje dobro poznati „Imenik američkih filozofa“ koji je standardni referentni rad za informacije o filozofskoj delatnosti u Sjedinjenim Državama i Kanadi. Imenik se objavljuje svake dve godine, naizmenično sa pratećim tomom, „[International Directory of Philosophy and Philosophers[|Međunarodnim imenikom filozofije i filozofa]]“ (jedini uređeni izvor za opsežne informacije o filozofskoj delatnosti u Africi, Aziji, Australaziji, Evropi i Latinskoj Americi).
Od početka 21. veka, filozofi su takođe videli sve veću upotrebu blogova kao sredstva profesionalne razmene. Nekoliko značajnih prekretnica u ovom razvoju uključuje neformalni spisak filozofskih blogova koje je započeo filozof Dejvid Čalmers koji je od tada postao široko korišćen profesionalni resurs, uspostavljanje partnerstva između etičkog bloga PEA Soup i istaknutog časopisa Ethics radi objavljivanja istaknutih članaka za onlajn diskusiju na blogu, i ulogu blogova kao što je Kako je biti žena u filozofiji? u skretanju pažnje na iskustvo žena u profesiji.

## Literatura
- Critchley, Simon (2001). Continental Philosophy: A Very Short Introduction. Oxford University Press. ISBN 978-0-19-285359-2.
- Glendinning, Simon (2006). The Idea of Continental Philosophy. Edinburgh University Press.

Profesionalizacija filozofija
- Campbell, James (2006-10-25). A Thoughtful Profession: The Early Years of the American Philosophical Association. Open Court. ISBN 978-0-8126-9602-8.. Open Court Publishing (2006)

Analitička / kontinentalna podela
- James Chase & Jack Reynolds, "Analytic versus Continental:  Arguments on the Methods and Value of Philosophy"  Durham: Acumen (2011)
- James Luchte,‘Martin Heidegger and Rudolf Carnap: Radical Phenomenology, Logical Positivism and the Roots of the Continental/Analytic Divide,’ Luchte, James (јесен 2007). „Martin Heidegger and Rudolf Carnap”. Philosophy Today. 51 (3): 241—260. doi:10.5840/philtoday200751332.
- Levy, Neil. „Analytic and Continental Philosophy: Explaining the Differences”. Metaphilosophy. 34 (3)., April (2003)
- Prado, C.G. (2003). A House Divided: Comparing Analytic and Continental Philosophy. Humanity Books.

Analitička filozofija
- Dummett, Michael (1996). Origins of Analytical Philosophy. Harvard University Press.
- Floyd, Juliet (2001). Future Pasts: The Analytic Tradition in Twentieth-Century Philosoph. Oxford University Press. ISBN 978-0-19-513916-7.
- Glock, Hans-Johann (2008). What is Analytic Philosophy?. Cambridge University Press.
- Martinich, A.P. Analytic Philosophy: An Anthology (Blackwell Philosophy Anthologies). Wiley-Blackwell (2001)
- Martinich, A.P. A Companion to Analytic Philosophy (Blackwell Companions to Philosophy).. Wiley-Blackwell (2005)
- Soames, Scott (2005). Philosophical Analysis in the Twentieth Century, Volume 1: The Dawn of Analysis. Princeton University Press.
- Soames, Scott (2005). Philosophical Analysis in the Twentieth Century, Volume 2: The Age of Meaning. Princeton University Press.
- Stroll, Avrum (2001). Twentieth-Century Analytic Philosophy. Columbia University Press.
- Williamson, Timothy The Philosophy of Philosophy (The Blackwell / Brown Lectures in Philosophy). Wiley-Blackwell (2008)

Kontinentalna filozofija
- Cutrofello, Andrew (2005). Continental Philosophy: A Contemporary Introduction.. Routledge (2005)

## Spoljašnje veze
- Savremena filozofija на веб-сајту InPho
- Savremena filozofija на веб-сајту PhilPapers